# 满铁奉天公所旧址
满铁奉天公所是南满洲铁道在辽宁省奉天市设立的涉外公务机构，其旧址位于中国辽宁省沈阳市沈河区朝阳街131号，该建筑现由沈阳故宫博物院使用。

## 历史

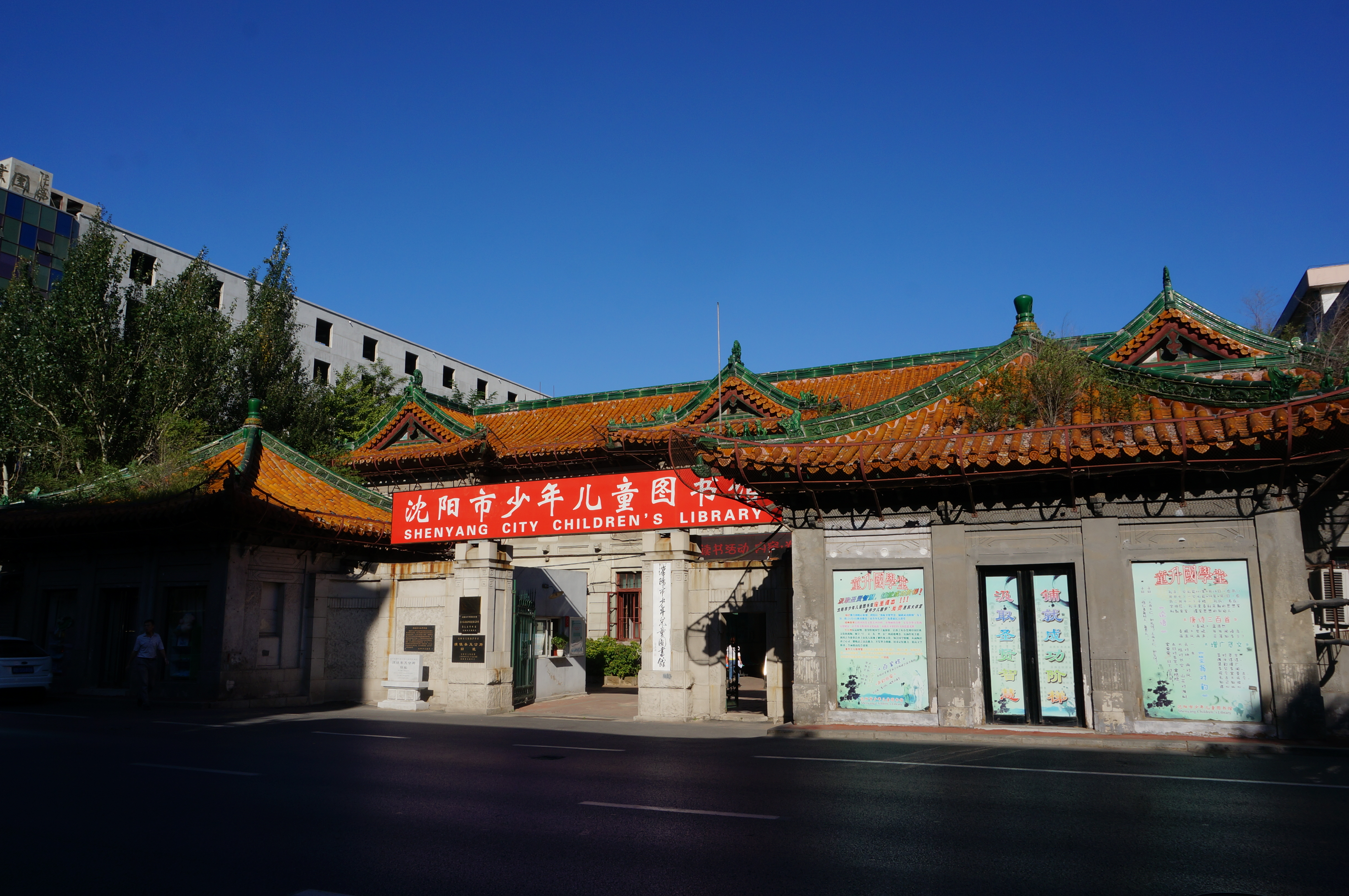
作为沈阳市少年儿童图书馆使用的满铁奉天公所旧址

1908年，南满洲铁道在景佑宫旧址建造日本神社风格建筑并在此设立满铁奉天公所作为产业会所组织。实际上，满铁奉天公所内亦运营政治、经济、军事特务机构。多位日本政要文客曾到访满铁奉天公所，如伏见宫贞爱亲王、夏目漱石、伊藤博文等。1924年，满铁奉天公所改建为现存的兼有中国和日本古建筑风格的新楼。1932年12月1日，满铁奉天公所被关闭解散。1932年至1945年，该建筑的用途始终不明。
1945年后，沈阳市立图书馆、沈阳市图书馆及沈阳市少年儿童图书馆曾先后使用过该建筑。2017年3月1日后，因沈阳市少年儿童图书馆闭馆并搬迁至和平区文化路原沈阳市青少年宫位置，满铁奉天公所旧址变为闲置建筑。
2023年11月，沈阳市发改委对沈阳故宫文化博览馆建设项目进行批复，满铁奉天公所旧址将进行展陈工程、安防系统工程、景区服务工程和室外配套工程改造，并将作为沈阳故宫文化博物馆重新启用。
2024年5月17日，满铁奉天公所旧址经改造后，作为沈阳故宫文化博物馆（东馆）对外开放。

## 建筑
满铁奉天公所建筑由满铁建筑课设计，并由日本专家荒木清三作为设计顾问。大楼建筑为钢筋混凝土结构四合院式地上2层，建筑面积3000平方米。